# Dong Fang
Dong Fang (chinesisch 董芳; * 12. Februar 1981) ist eine chinesische Badmintonspielerin. 

## Karriere
Dong Fang gewann 1998 Bronze bei der Junioren-Weltmeisterschaft im Dameneinzel. Im Folgejahr wurde sie Fünfte bei den Hong Kong Open. 2000 siegte sie bei den German Open, ebenfalls im Dameneinzel. 2001 gab es noch einmal Bronze bei den Badminton-Asienmeisterschaften.

## Sportliche Erfolge
| Saison | Veranstaltung                | Disziplin   | Platz | Name      |
| ------ | ---------------------------- | ----------- | ----- | --------- |
| 1998   | Junioren-Weltmeisterschaft   | Dameneinzel | 3     | Dong Fang |
| 1999   | Hong Kong Open               | Dameneinzel | 5     | Dong Fang |
| 2000   | German Open                  | Dameneinzel | 1     | Dong Fang |
| 2001   | Badminton-Asienmeisterschaft | Dameneinzel | 3     | Dong Fang |